# 王儁 (晉朝)
王儁，字元英，西晋上郡人。
他七八岁时，跟随兄长王密、王密子王元直西去凉州，途中缺粮，王密将弟弟、儿子留在路上，自己去乞讨。回去后，盗贼将王儁掠去，王元直逃回。王密带着王元直找到了盗贼，说王儁出生之前，父亲就死了，自己抚养弟弟长大，请求用儿子换弟弟。盗贼同意了。王密去世后，王儁悲痛五天不吃饭，服丧一年，心中服丧六年。后来跟随晋怀帝被汉赵俘虏，311年六月，刘聪改元嘉平，以晋怀帝为特进左光禄大夫，封平阿公。以侍中庾珉、王儁为光禄大夫。《十六国春秋》又作上郡王儁，另说他是汉赵宗室上郡王刘儁。